# Maroons de Chicago
Les Maroons de Chicago (en anglais : Chicago Maroons) sont un club omnisports universitaire de l'université de Chicago. Les équipes des Maroons participent aux compétitions universitaires organisées par la National Collegiate Athletic Association. Chicago fait partie de la division University Athletic Association.
Évoluant aujourd'hui en Division III de la NCAA, les Maroons possèdent pourtant un glorieux passé sportif avec un titre national de football américain en 1905 et trois titres en basket-ball (1907, 1908 et 1909) notamment. Jay Berwanger fut le premier joueur honoré par un trophée Heisman en 1935. L'équipe de football américain fut dissoute sur décision du président de l'université en 1939 et fut reconstituée en DIII en 1969.